# Ryś (film 1981)
Ryś – polski film wojenny z 1981 roku, w reżyserii Stanisława Różewicza, zrealizowany na podstawie opowiadania Jarosława Iwaszkiewicza pod tytułem Kościół w Skaryszewie.

## Fabuła
Akcja filmu toczy się na ziemiach polskich w czasie okupacji hitlerowskiej. Do księdza Konrada zgłasza się młody partyzant Ryś, który chce się wyspowiadać przed wykonaniem wyroku - zabójstwa - na zdrajcy i otrzymać rozgrzeszenie za ten czyn. Zdumiony ksiądz dowiaduje się, że owym zdrajcą jest stelmach (kołodziej) Alojz, którego on zawsze miał za uczciwego człowieka, w dodatku ukrywającego żydowską rodzinę. Podejrzewa pomyłkę, więc prosi partyzanta by wstrzymał się z egzekucją. Ryś odpowiada, że niewykonanie rozkazu jest karane śmiercią, jednak może się zgodzić na jednodniową zwłokę.

## Obsada
- Jerzy Radziwiłowicz – ksiądz Konrad
- Piotr Bajor – Ryś
- Franciszek Pieczka – stelmach Alojz
- Ania Skuratowicz – żydowska dziewczynka
- Maria Klejdysz – córka Sieradzkiego
- Henryk Machalica – dziad Darus
- Hanna Mikuć – dziewczyna w ciąży
- Janusz Paluszkiewicz – kościelny Józef
- Ryszarda Hanin – Hela

## Produkcja
Zdjęcia plenerowe zrealizowano w Mnichowie i Trzęsaczu.